# Markaz Kafr Shukr
Markaz Kafr Shukr (arabiska: مركز كفر شكر) är en region i Egypten.   Den ligger i guvernementet Al-Qalyubiyya, i den norra delen av landet, 60 km norr om huvudstaden Kairo.